# Sirela
Sirela, proizvodni pogon i bivše poduzeće za preradu mlijeka i proizvodnju mliječnih proizvoda. 2007. godine postalo je dio zagrebačkog poduzeća Dukat d.d. kao poizvodni pogon Président. Pogon se nalazi unutar četvrti Velike Sredice.

## Povijest
Sirela je osnovana 1901. godine kao Prva bjelovarska mljekarska udruga. Zahvaljujući uspješnom predratnom poslovanju, 1943. godine, Prva bjelovarska mljekarska udruga počela je izgradnju novih proizvodnih pogona južno od pruge  pruge Križevci – Bjelovar – Kloštar, unutar Velikih Sredica.
Novi pogoni pušteni su u rad 1951. godine. Nedugo nakon otvaranja bjelovarska se mljekara pripojila Zagrebačkoj mljekari, današnji Dukat d.d. te se odvojila 1954. godine. Do 1963. djelovala je kao Mljekarska industrija Bjelovar, nakon čega je ponovo ušla u sklop Zagrebačke mljekare.
1972. poduzeće je reorganizirano pod nazivom Tvornica sira Bjelovar. 1976. godine ponovo se odvaja kao samostalna tvrtka te počinje djelovati kao RO Sirela.
Privatizacijom 1992. godine,  Sirela je postala dioničko društvo, te je poduzeće počelo djelovati pod nazivom Sirela industrija mliječnih proizvoda d. d. sve do 1999. godine kada ulazi u sklop Lura grupe te nakon toga 2007. ponovo u sklop Dukata d.d.

## Zanimljivosti
- U krugu pogona Sirela nalazi se Teniski klub Sirela.